# U.S. Route 45
U.S. Route 45 (också kallad U.S. Highway 45 eller med förkortningen  US 45) är en amerikansk landsväg. Den går ifrån Mobile i söder till Ontonagon i norr och har en längd på 2 087 km.

## Större städer
- Mobile, Alabama
- Meridian, Mississippi
- Columbus, Mississippi
- Tupelo, Mississippi
- Selmer, Tennessee
- Jackson, Tennessee
- Mayfield, Kentucky
- Paducah, Kentucky
- Cairo, Illinois
- Harrisburg, Illinois
- Effingham, Illinois
- Champaign, Illinois
- Urbana, Illinois
- Chicago, Illinois
- Milwaukee, Wisconsin
- West Bend, Wisconsin
- Fond du Lac, Wisconsin
- Oshkosh, Wisconsin